# Bad Boys (singel Alexandry Burke)
Bad Boys to drugi singel brytyjskiej piosenkarki Alexandry Burke, zwyciężczyni piątej edycji programu The X Factor. Singel pochodzi z debiutanckiego albumu artystki Overcome i jest głównym singlem promującym tę płytę. Piosenka jest wykonana wraz z raperem Flo-Ridą.

## Format wydania
Maxi CD  
1. „Bad Boys” (Melvin K Watson Jr., Larry Summerville Jr., Busbee, Lauren Evans, Alexander James)
2. „Dangerous” (Hitesh Ceon, Kim Ofstad, Andrea Martin)
3. „Bad Boys” (Moto Blanco Radio Mix)

iTunes Digital download 
1. „Bad Boys”
2. „Bad Boys” (Moto Blanco Extended Vocal Mix)

2-Track CD 
1. „Bad Boys”
2. „Hallelujah” (Leonard Cohen)

iTunes EP  
1. „Bad Boys”
2. „Bad Boys” (wersja solo)
3. „Hallelujah"
4. „Bad Boys” (Moto Blanco Extended Vocal Mix)
5. „Bad Boys” (teledysk)

## Notowania
| Kraj                                | Najwyższa pozycja |
| ----------------------------------- | ----------------- |
| Australia (ARIA Charts)             | 25                |
| Austria (Ö3 Austria Top 40)         | 22                |
| Szwajcaria (Media Control AG)       | 12                |
| Holandia (Dutch Top 40)             | 24                |
| Szwecja (Sverigetopplistan)         | 6                 |
| Finlandia (Suomen virallinen lista) | 11                |
| Norwegia (VG-lista)                 | 7                 |
| Dania (IFPI)                        | 39                |
| Wielka Brytania (UK Singles Chart)  | 1                 |